# Gyrinus dejeani
Gyrinus dejeani é uma espécie de insetos coleópteros pertencente à família Gyrinidae.
A autoridade científica da espécie é Brullé, tendo sido descrita no ano de 1832.
Trata-se de uma espécie presente no território português.